# Marius Gallottini
Marius Gallottini (Torino, 10 novembre 1904 – Chartres, 3 ottobre 2001) è stato un ciclista su strada italiano naturalizzato francese dal 1927. Professionista dal 1927 al 1934, vinse il Grand Prix Wolber del 1927 quando la corsa, antesignana dei Campionati del mondo di ciclismo su strada, si svolse a squadre.

## Carriera
Oltre al Grand Prix Wolber, i pochi risultati di Gallottini che si conoscono furono alla Parigi-Tours, classica del panorama francese e internazionale, in cui fu terzo nel 1928 e settimo nel 1929, e al Circuit du Paris, ottavo nel 1927.

## Palmarès

### Altri successi
- 1927

Grand Prix Wolber